# Sân vận động Nissan
Sân vận động Nissan (tiếng Anh: Nissan Stadium) là một sân vận động đa năng ở Nashville, Tennessee, Hoa Kỳ. Thuộc sở hữu của Chính quyền đô thị Nashville và Quận Davidson, sân chủ yếu được sử dụng cho bóng bầu dục và là sân nhà của Tennessee Titans của National Football League (NFL) và Tennessee State Tigers của Đại học Bang Tennessee. Sân vận động là địa điểm của Franklin American Mortgage Music City Bowl, một trận đấu bowl bóng bầu dục đại học sau mùa giải diễn ra vào tháng 12 hàng năm và từ năm 2020 đến năm 2022 là sân nhà của Nashville SC của Major League Soccer (MLS). Sân vận động Nissan được sử dụng cho các buổi hòa nhạc như các buổi hòa nhạc liên kết với Lễ hội âm nhạc CMA vào tháng 6 hàng năm. Cơ sở vật chất được bao gồm để cho phép sân vận động tổ chức các sự kiện công cộng, các cuộc họp và các bữa tiệc.
Sân vận động Nissan nằm ở bờ đông của sông Cumberland, bên kia sông từ trung tâm thành phố Nashville và có sức chứa 69.143 chỗ ngồi. Trận đấu thường xuyên đầu tiên của nó là chiến thắng 36–35 trước Cincinnati Bengals vào ngày 12 tháng 9 năm 1999. Sân vận động Nissan đã được biết đến bởi Đấu trường Adelphia (1999–2002), The Coliseum (2002–2006) và LP Field (2006–2015).
Sân vận động có ba tầng chỗ ngồi. Tầng dưới bao quanh sân và câu lạc bộ và các cấp trên tạo thành tháp kép của sân vận động, nhô lên trên bát dưới dọc theo mỗi đường biên. Các dãy phòng sang trọng của sân vận động nằm trong các tòa tháp. Ba tầng của dãy phòng nằm ở tòa tháp phía đông của sân vận động, một ở giữa cấp dưới và cấp câu lạc bộ, và hai là giữa cấp câu lạc bộ và cấp trên. Tòa tháp phía tây có hai tầng dãy phòng giữa câu lạc bộ và tầng trên. Hộp báo chí nằm giữa tầng dưới và tầng câu lạc bộ ở tháp phía tây. Bảng video kép của Sân vận động Nissan ở phía sau bát thấp hơn trong mỗi khu vực kết thúc.
Bề mặt thi đấu của Sân vận động Nissan là cỏ tự nhiên Tifsport Bermuda Sod. Khí hậu của Nashville và việc tổ chức một trận đấu gần như mỗi cuối tuần thường đòi hỏi sân phải được định vị lại ở khu vực giữa các băm vào tháng 11.
Ở phía đông của Sân vận động Nissan là Titans Pro Shop, một cửa hàng bán lẻ bán hàng hóa của đội. Nó mở cửa quanh năm và duy trì một lối vào bên ngoài để sử dụng vào những ngày không diễn ra sự kiện.